# Fisklösen (Karlanda socken, Värmland)
Fisklösen är en sjö i Årjängs kommun i Värmland och ingår i Göta älvs huvudavrinningsområde.